# Michele da Firenze

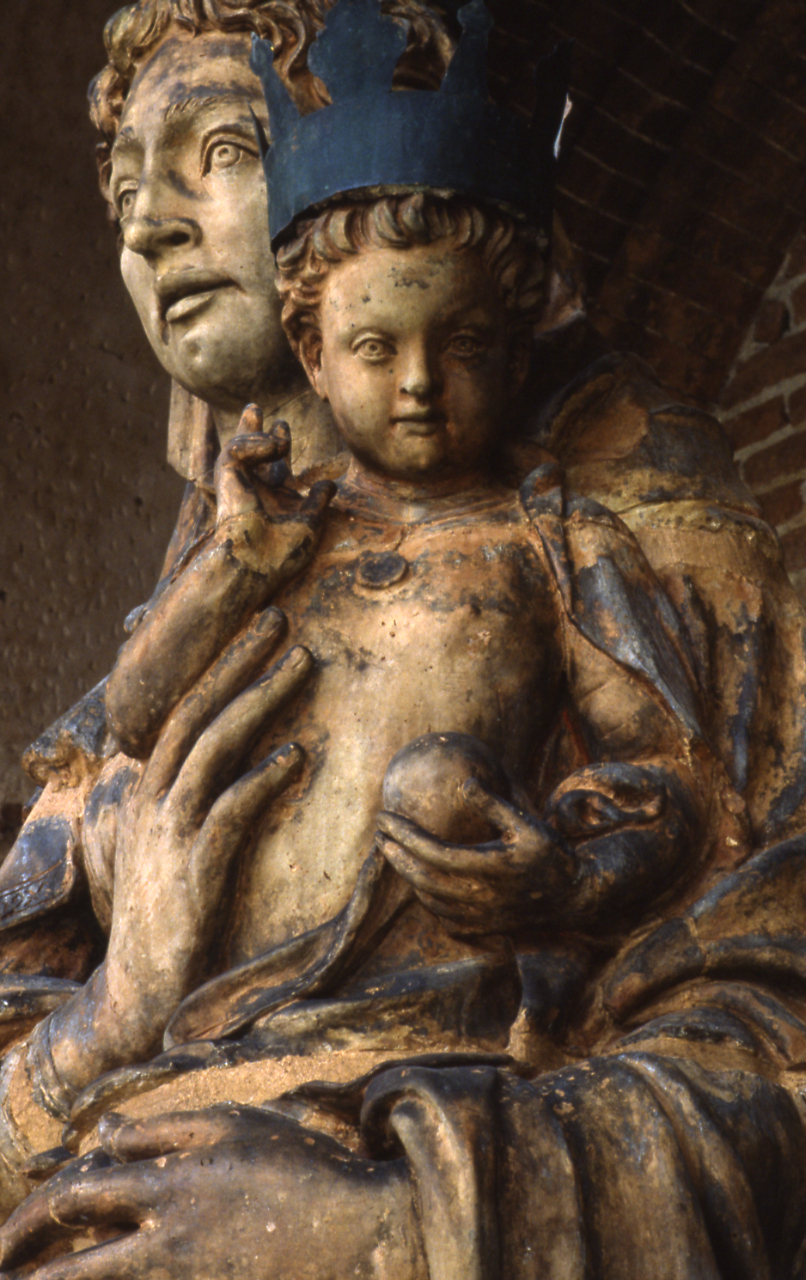
Michele da Firenze, Madonna con Bambino (1427), terracotta, dettaglio. Cattedrale di Ferrara. Foto di Paolo Monti.

Michele da Firenze (noto come Michele di Niccolò Dini; Firenze, 1385 – Firenze, 1455 c.) è stato uno scultore italiano, uno dei maggiori artisti della prima metà del Quattrocento, celebre per essere stato il primo scultore fiorentino a specializzarsi esclusivamente nella produzione di opere in terracotta.

## Biografia

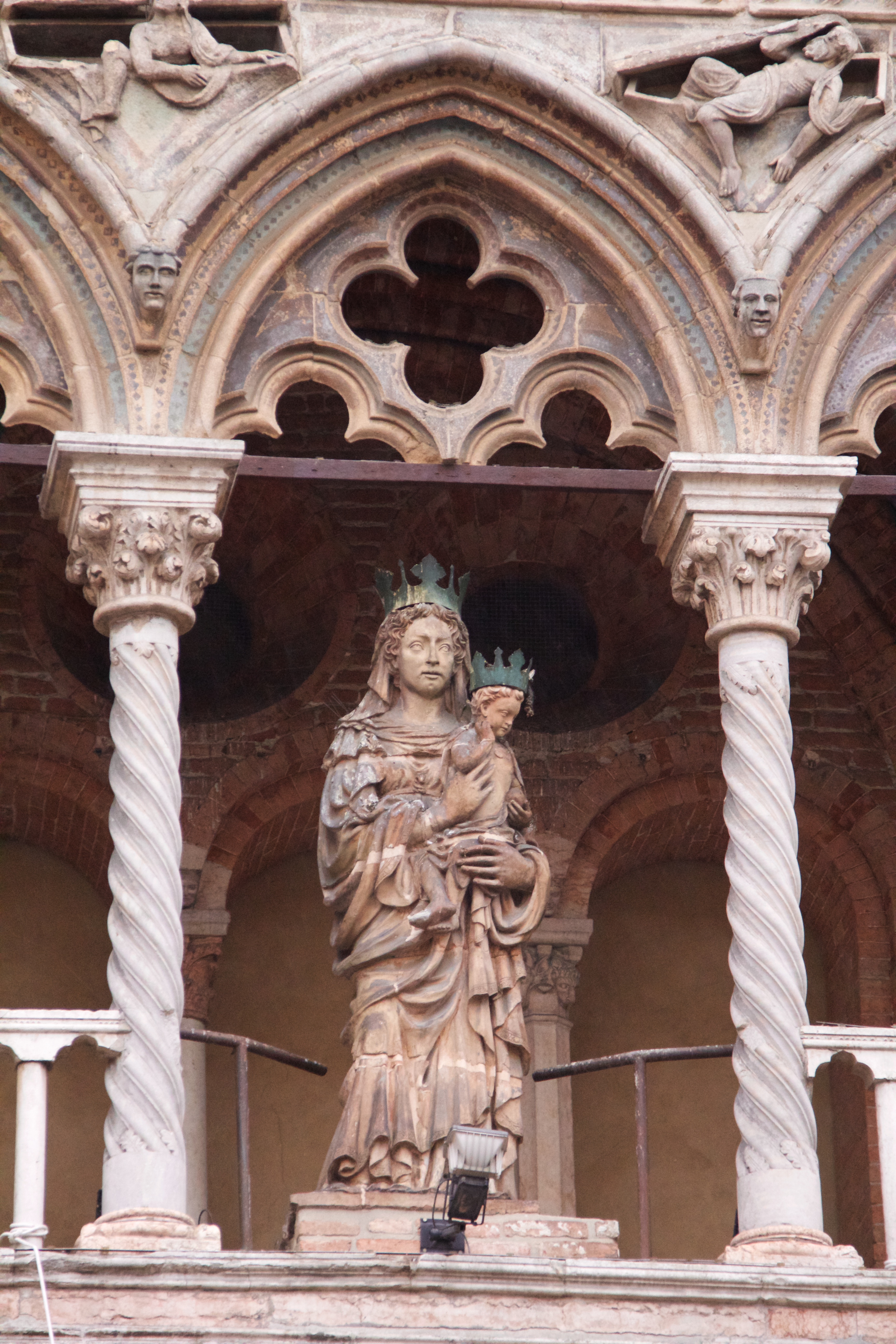
Michele da Firenze, Madonna con Bambino (1427), terracotta, Cattedrale di Ferrara

Di stampo prettamente ghibertiano (non a caso l'artista compare tra i membri della numerosa équipe della Porta nord del battistero di Firenze tra il 1404-1407), l'identità anagrafica di Michele da Firenze venne recuperata nel 1932 grazie a Giuseppe Fiocco, il primo a ricondurre allo scultore importanti lavori da lui realizzati. L'artista caratterizzò la sua girovaga carriera alternando piccoli tabernacoli di devozione privata a imponenti e maestose imprese, come la decorazione delle pareti della Cappella Pellegrini nella chiesa veronese di Sant'Anastasia, considerato il suo capolavoro.

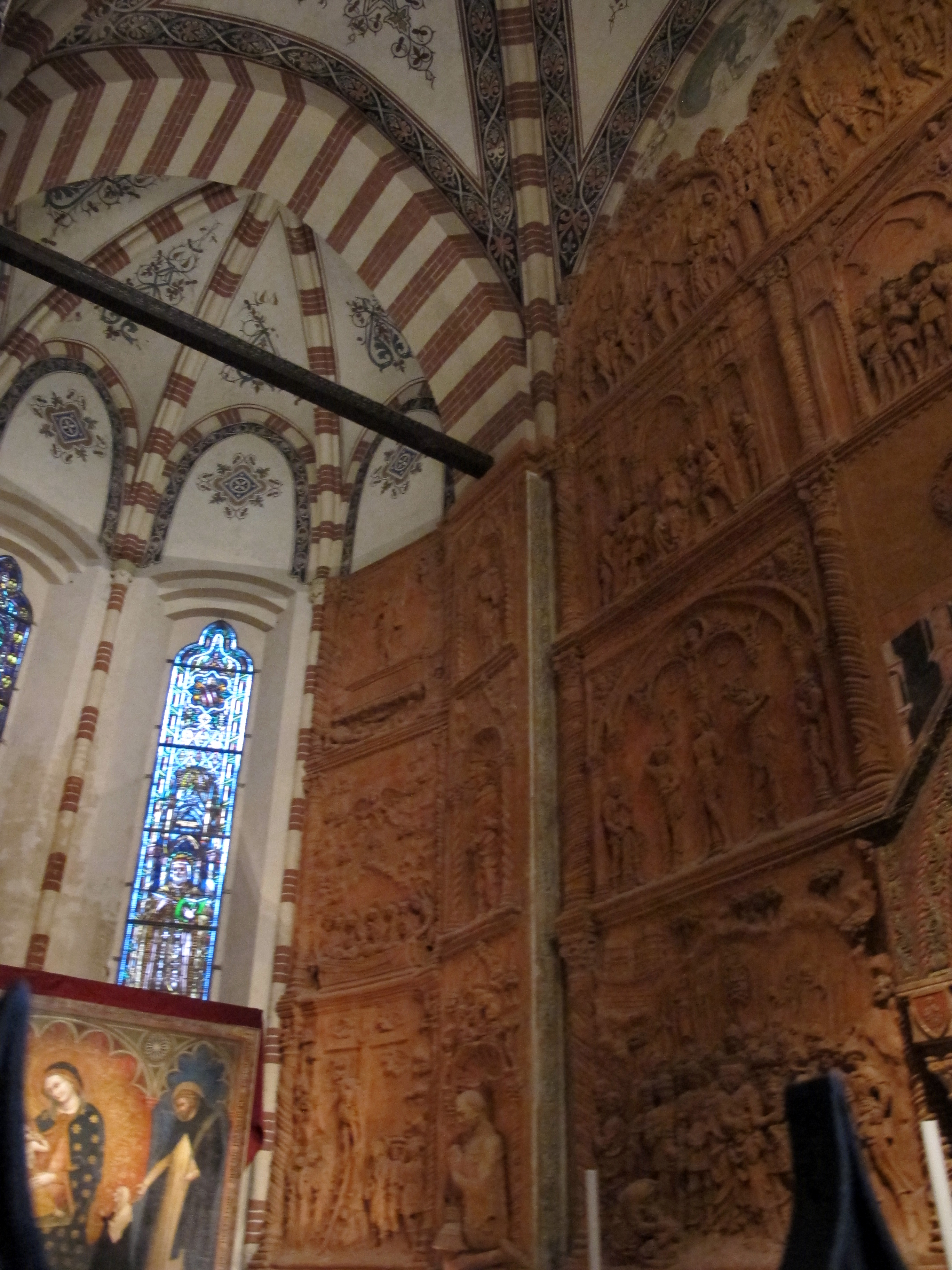
Michele da Firenze, Cappella Pellegrini nella Chiesa di Sant'Anastasia, Verona.

La sua quanto mai dubbiosa attività giovanile è stata delineata dallo storico dell'arte Aldo Galli il quale inserisce un gruppo omogeneo di sculture ascrivibili alla prima fase della sua carriera, trascorsa tra Firenze e Arezzo: documentato infatti costantemente nella capoluogo tra il 1417 ed il 1420 (anno quest'ultimo in cui compare attivo nel cantiere della cupola del Brunelleschi), nello stesso periodo l'artista plasmò importanti opere come il Sant'Antonio Abate del Museo Statale d'Arte Medievale di Arezzo, proveniente dalla Porta dello Spedale aretino intitolato al Santo, il Crocifisso conservato al Museo diocesano ancora ad Arezzo (che attestano come lo scultore dovette avere addirittura bottega ad Arezzo per un lungo periodo nei primi anni venti), così come la figura del Santo Vescovo entro un piccolo tabernacolo esposto agli Staatliche Museen di Berlino e numerosi tabernacolini raffiguranti Madonne col Bambino e angeli, conservati nei musei di Berlino, Firenze e Milano.
Al 1427 invece risale la Madonna con Bambino (sempre in terracotta) posta all'interno del portale della Cattedrale di Ferrara, pezzo di fondamentale importanza da una parte per escludere dal catalogo micheliano due opere tradizionalmente attribuite allo scultore quali il rilievo raffigurante una Madonna con Bambino del Museo Civico di Prato (attribuibile oggi allo scalpello del giovane Donatello) e la Madonna della Chiesa di San Martino, dall'altra per poter accostare alla mano dell'artista la scultura di medesimo soggetto del Bargello, e la cosiddetta Madonna delle Lacrime, esposta nella chiesa della Santissima Annunziata ad Arezzo.
Una delle opere più celebri dell'artista è la Tomba di Francesco Roselli, giurista aretino sepolto nella propria patria all'interno della cappella di famiglia nella Basilica di San Francesco. Collocabile all'incirca nel 1431 (il giurista infatti morì il 27 ottobre 1430), il monumento è atipico nella Toscana dell'epoca: esso è costituito da una finestra trilobata riccamente decorata, all'interno della quale si colloca il gisant del defunto e posteriormente, addossata sulla parete, una Crocifissione con i dolenti.
Ma il capolavoro dell'artista rimane certo la decorazione delle due pareti laterali della Cappella Pellegrini nella Chiesa di Sant'Anastasia (Verona), realizzata durante il documentato soggiorno veronese tra il 1433 e il 1438. L'impresa, commissionata da Andrea Pellegrini qui ritratto genuflesso e orante, raffigura entro diciassette rilievi gli episodi della vita di Cristo, alternati a nicchie contenenti figure di santi con racemi e motivi floreali tipici della corrente gotico internazionale che sussisteva a Verona in quegli anni. Gli ultimi anni della sua carriera si collocano nel ducato estense, dove nel 1440 Michele da Firenze è a Modena per la realizzazione dell cosiddetto Altare delle statuine, destinato al duomo cittadino. Sempre a Modena realizzò per il duomo il Compianto sul Cristo morto, che dopo il restauro è ora conservato presso le Gallerie Estensi.
Ricordato durante la sua vecchiaia a Pesaro fino al 1453, l'artista morirà a Firenze presumibilmente durante gli anni Cinquanta del secolo.